# Arteră occipitală
Artera occipitală provine din artera carotidă exterioară opusă arterei faciale. Calea sa este sub porțiunea posterioară a mușchiului digastric spre regiunea occipitală. Această arteră furnizează sânge în partea din spate a scalpului și  mușchilor sternocleidomastoidieni și mușchilor profunzi ai spatelui și gâtului. 

## Anatomie
La originea sa, este acoperită de porțiunea posterioară a mușchiului igastric și a mușchiului stilohioid, iar nervul hipoglos se învârte în jurul său din spate înainte; mai sus, traversează artera carotidă internă, vena jugulară internă, nervul vag și nervii accesorii. 
Apoi urcă prin intervalul dintre procesul transversal al atlasului și procesul mastoid al osului temporal și trece pe orizontală înapoi, stârnind suprafața osului din urmă, fiind acoperită de mușchiul sternocleidomastoidian, splita capitis, longissimus capitis și mușchiul digastric, și trece pe deasupra rectus capitis lateralis,  obliquus superior și semispinalis capitis. 
Apoi schimbă apoi traseul și urcă vertical în sus, străpunge fascia care leagă atașamentul cranian al mușchiului trapez cu mușchiul sternocleidomastoidian și urcă pe un traseu întortocheat în fascia superficială a scalpului, unde se împarte în numeroase ramuri, care ajung foarte sus în vertexul craniului și anastomozează cu arterele auriculare posterioare și cu arterele temporale superficiale. 

## Funcție
1. Ramurile musculare: alimentează cu sânge: mușchiul digastric, mușchiul stilohioid, mușchiul spleniu și mușchiul longus capitis.
2. Ramura sternocleidomastoidiană: această ramură se împarte în ramurile superioare și inferioare din triunghiul carotid. Ramura superioară însoțește nervul accesoriu până la mușchiul sternocleidomastoidian, iar ramura inferioară apare aproape de originea arterei occipitale înainte de a intra în mușchiul sternocleidomastoidian. Ocazional, această ramură apare direct din artera carotidă externă.
3. Ramura auriculară : furnizează sânge la partea din spate a urechii. La mulți indivizi, această ramură dă naștere ramurii mastoide, care alimentează cu sânge celulele de durei mater, diploe și celulele mastoide. La alți indivizi, artera mastoidă este o ramură a arterei occipitale, mai degrabă decât ramură auriculară.
4. Ramura meningeală : furnizează sânge durei mater în fosa craniană posterioară
5. Ramurile descendente : Aceasta este cea mai mare ramură. Coboară pe aspectul posterior al gâtului și se împarte într-o porțiune superficială și profundă. Porțiunea superficială furnizează mușchiului trapez și anastomozează cu ramurile arterei cervicale transversală. Porțiunea profundă se anastomozează cu artera vertebrală și cu artera cervicală profundă, o ramură a trunchiului costocervical. Astfel, ramurile arterei occipitale participă la anastomozele dintre artera carotidă externă și artera subclaviculară, asigurând astfel circulația colaterală. [1]

Porțiunea sa terminală este însoțită de nervul occipita mare. 

## Imagini suplimentare

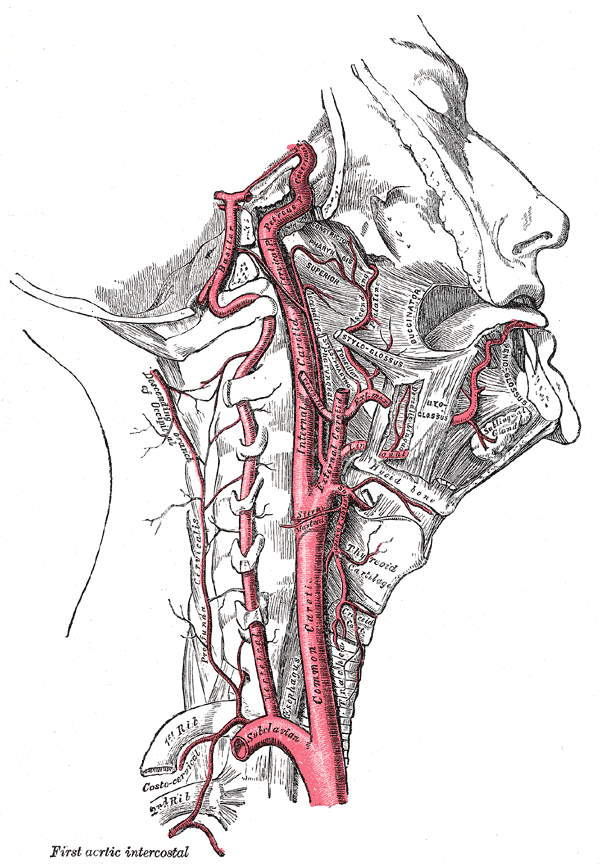
Arterele carotide interne și vertebrale. Partea dreapta.
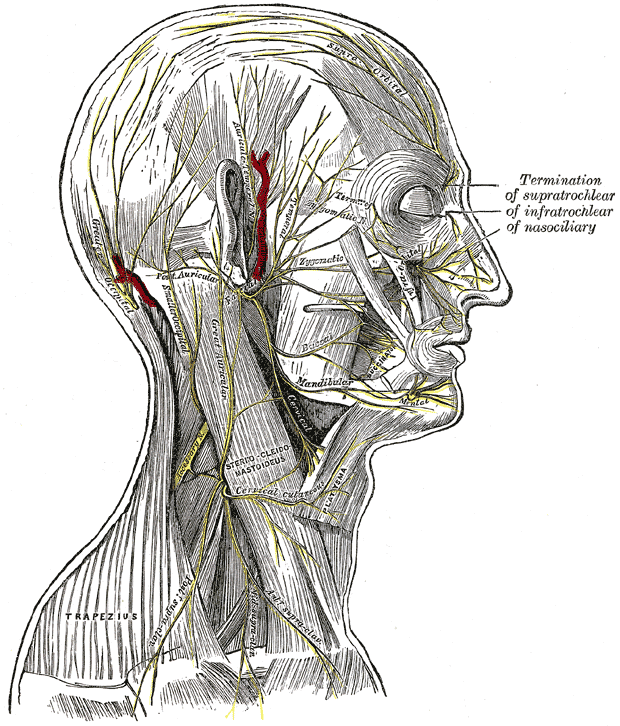
Nervii scalpului, feței și părții gâtului.
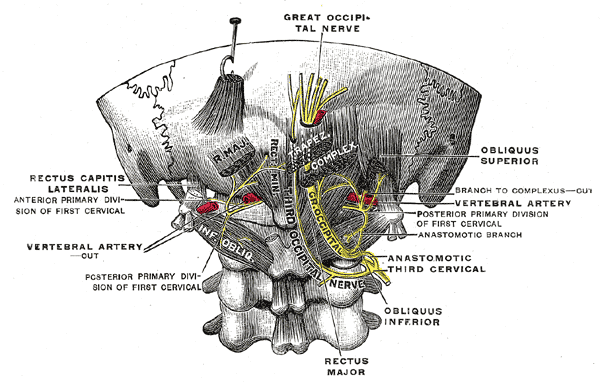
Diviziuni primare posterioare ale celor trei nervi cervicali superiori.
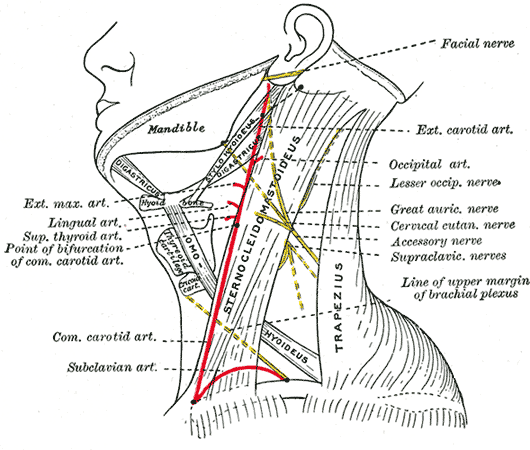
Partea gâtului, care prezintă marcaje de suprafață principale.
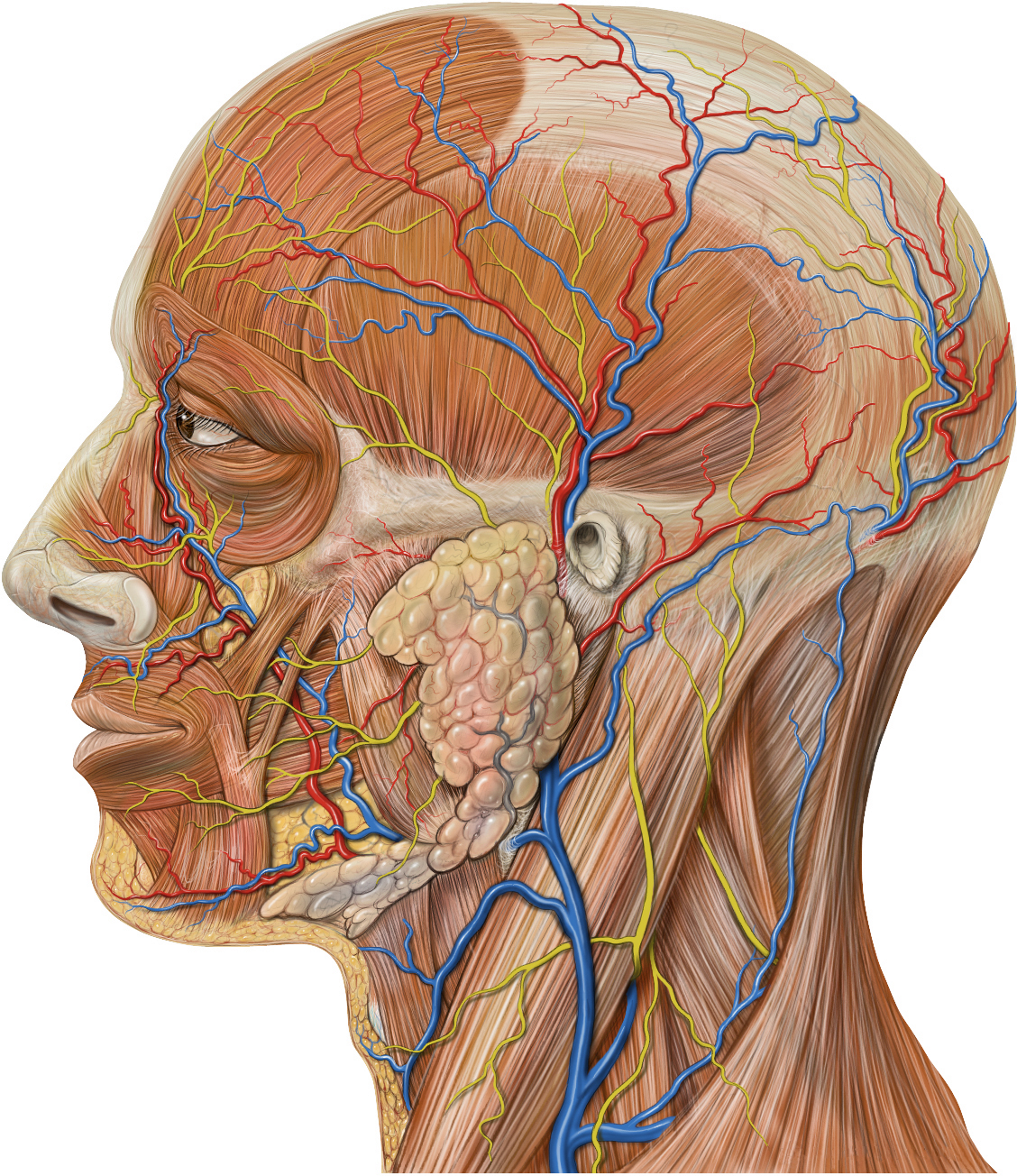
Detaliu anatomie cap lateral